# Constantin Christomanos

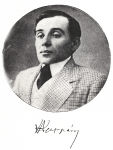
Constantin Christomanos

Konstantin Anastasios Christomanos Manno, griechisch Κωνσταντίνος Χρηστομάνος (* 1. August 1867 in Athen; † 14. November 1911 ebenda) war ein griechischer Historiker, Dramenautor und Theaterleiter. Bekanntheit erlangte er als Griechischlehrer und Vorleser der Kaiserin Elisabeth. Außerdem war er, gemeinsam mit Felix Rappaport (1874–1939), Herausgeber der Wiener Rundschau.

## Leben
Sein Vater war der Chemiker Anastasios Christomanos, sein Bruder der Mediziner Antonis C. (geb. 16. Oktober 1870 in Athen, gest. 24. April 1933 ebd.), sein Cousin der Tourismuspionier Theodor Christomannos.
Ein Unfall in seinen jungen Jahren hatte einen bleibenden Buckel zur Folge, eine körperliche Deformation, die ihn zeitlebens belastete. 1888 übersiedelte er gemeinsam mit seinem Bruder zum Studium der Philosophie nach Wien, wobei er 1891 seine Dissertation in Innsbruck erwirkte.
Von 1891 bis 1894 war er Vorleser, Griechischlehrer und Begleiter von Kaiserin Elisabeth. Vermittelt wurde er durch den Obersthofmeister Franz Nopcsa. Anfangs leistete Konstantins Bruder Anton der Kaiserin Gesellschaft. Doch dieser wollte sein Medizinstudium in Wien nicht wegen eines kurzweiligen Abenteuers am Wiener Hof aufgeben und lenkte Elisabeths Interesse und Aufmerksamkeit auf seinen älteren Bruder. Konstantin trug der Kaiserin während ihrer Turnübungen und Spaziergänge in der Hofburg, in Schönbrunn und im Lainzer Tiergarten aus literarischen Werken vor und übersetzte diese auch mit ihr ins Neugriechische. Er begleitete Sisi auf ihrer Schiffsreise von Miramare nach Korfu. Von der Schönheit des Achilleions überwältigt publizierte er dazu 1896 den Bildband Das Achilles-Schloss auf Corfu. Nach wenigen Monaten Dienstzeit wurde Christomanos vom griechischen Dichter und späteren Widerstandskämpfer Konstantin Manos als Vorleser der Kaiserin ersetzt. Elisabeth wollte ihn aber im Sommer 1893 wiedersehen. Inzwischen war er zum Entsetzen seiner Eltern vom griechisch-orthodoxen zum römisch-katholischen Glauben konvertiert. Konstantin begleitete Elisabeth wieder auf längeren Reisen nach Ungarn, Italien, Südfrankreich, Algerien und Madeira.
Ende März 1894, also nach vier Jahren, dürfte Kaiserin Elisabeth seiner überdrüssig geworden sein. Ihm wurde das Ritterkreuz des Franz-Joseph-Ordens verliehen und er wurde zum Lektor für griechische Sprache an der Universität Wien ernannt. Am 20. Dezember 1898 erschien sein Werk Tagebuchblätter, worin er seine Erinnerungen als Vorleser und Griechischlehrer der zwei Monate zuvor ermordeten Kaiserin festhielt. Dieses Buch ist sein einziges, das bis in die Gegenwart neue Auflagen erlebt.
In Folge von Kritik an der Veröffentlichung der Tagebuchblätter übersiedelte er 1899 wieder nach Athen. Hier gründete er 1901 ein progressives Theater, die Neue Bühne, das die antike griechische Theaterpraxis wiederaufleben lassen wollte und Stücke von Ibsen, Tolstoi, Maeterlinck und anderen aufführte. 1906 stieg er, da die Bühne finanziell nicht mehr tragbar war, aus und lebte fortan als freier Schriftsteller.
1909 wurde er in Wien von Oskar Kokoschka gemalt.
Er starb an einem Problem mit dem Herzen und wurde in Athen begraben.

## Schriften
- Konstantin Christomanos: Tagebuchblätter. I. Folge. Mai 1891–April 1892. Moritz Perles, Wien 1898; archive.org. Neuauflage: Czernin Verlag, Wien 2007, ISBN 3-7076-0178-1.[10]
- Constantin Christomanos: Die graue Frau. [Einakter.] Konegen, Wien 1898; archive.org.
- Constantin Christomanos: Orphische Lieder. Konegen, Wien 1898.
- Constantin Christomanos: Abendländische Geschlechter im Orient im Anschlusse an Du Cange’s „Familles d’Outre-Mer“. 1. Lieferung. Gerold, Wien 1889.
- Dr. Constantin Christomanos: Das Achilles-Schloss auf Korfu. Gerold, Wien 1896. onb.ac.at

### Zeitungsaufsätze
- C. Christomanos: Vom Achillesschlosse auf Korfu. In: Neue Freie Presse, 3. Oktober 1894, S. 1–3. onb.ac.at
- C. Christomanos: Algier. In: Neue Freie Presse, 24. Dezember 1894, S. 1–4. onb.ac.at
- C. Christomanos: Drusen und Maroniten. In: Neue Freie Presse, 20. und 21. Dezember 1895, jeweils S. 1–3. online und onb.ac.at
- C. Christomanos: Die olympischen Spiele in Athen. In: Neue Freie Presse, 12. Februar 1896, S. 1–3. onb.ac.at
- C. Christomanos: Der Aufstand auf Kreta. Spezialbericht. In: Neue Freie Presse, 26. August 1896, S. 1–3. onb.ac.at